# 阮自华
阮自华（1562年—1637年），字坚之，号澹宇（淡宇），直隸桐城（今安徽樅陽）阮家享堂人，祖籍京畿道京城（今陝西西安），徙懷寧，明朝政治人物，同進士出身。

## 生平
萬曆十三年（1585年）乙酉科應天鄉試舉人，二十六年（1598年）与姪孫阮以鼎同登戊戌科進士。户部觀政，授饒州府推官，因母逝歸，服闋，萬曆三十年補授福州府推官，三十四年升南京刑部主事，次年考察，改任教職。萬曆四十年補順天府儒學教授，四十一年升國子監助教，四十二年升户部廣西司主事，四十四年差管河西務鈔關，四十六年轉户部山西司郎中，榷税德州。任職有廉聲，其父阮鶚因冤屈被奪官，阮自華伏阙陈情，卒得昭雪。四十七年晋升為慶陽府知府，該郡为崆峒李夢陽故鄉，乃为其立祠祀之，作《懷賢賦》以寓仰止。阮自華好飲酒作樂，廣交詩友。崇祯初年，任福建邵武府知府，不視吏事，專事游樂。有風流太守之號。崇禎三年辭官。晚年與同邑詩人吳應鐘、吳應鉉兄弟、劉忠岳等結海門詩社，平時吟詩作賦。卒年七十七。

## 著作
著有《霧靈诗集》行世。

## 家族
父阮鶚，嘉靖年間福建巡撫，第三子。兄阮自崙，举人。侄孙阮以鼎、阮大鋮。